# Elvio Vitali
Elvio Antonio Vitali (Villa Domínico, provincia de Buenos Aires, Argentina, 26 de marzo de 1953 – Buenos Aires, ídem, 16 de febrero de 2008) fue un librero y político argentino, legislador de la ciudad de Buenos Aires por el Frente para la Victoria que ocupó el cargo de director de la Biblioteca Nacional.

## Actividad política
Era hijo de padre italiano, ebanista, y madre argentina. Lo describen como un adolescente discreto, silencioso, hasta que los acontecimientos políticos de su país lo sacudieron de golpe. Entre 1969 y 1970 el juicio a los Montoneros que habían asesinado a Pedro Eugenio Aramburu y las escenas del Cordobazo lo conmovieron y decidió estudiar derecho, para ser abogado como Rodolfo Ortega Peña..En la década de 1970 fue secretario general del Centro de Estudiantes de la Facultad de Derecho de la Universidad de Buenos Aires, militando en la Juventud Universitaria Peronista (JUP) y Montoneros hasta 1974. Cuando en esta organización se produjo la escisión provocada por la divergencia acerca del papel de Perón en la coyuntura, optó por irse a la JUP-Lealtad. No llegó a recibirse porque la represión política lo lleva a los 23 años a exiliarse, primero en Brasil y luego en México entre 1976 y 1983. Al respecto declaró:

”Cuando tomé la decisión de irme, sentía que estábamos derrotados por varias razones. Nosotros habíamos perdido las banderas de la paz, y los que las habían ganado eran estos militares asesinos. Yo era un militante muy conocido de la Juventud Universitaria Peronista, y era lógico que me sintiera amenazado; claro que el estilo no era que te amenazaran. Directamente te secuestraban y te mataban. Era una continua caída de compañeros”.

Consideraba como su jefe político a Alberto Fernández, integró el llamado Grupo Calafate y apoyó la candidatura presidencial de Néstor Kirchner en las elecciones de 2003, oportunidad en que fue candidato a diputado en la lista encabezada por Miguel Bonasso. Fue director de Industrias Culturales del gobierno de Kirchner y, entre junio de 2004 y diciembre de 2005, director de la Biblioteca Nacional hasta que fue electo para integrar la Legislatura de la Ciudad de Buenos Aires hasta 2009 donde presidió la Comisión Asesora Permanente de Comunicación Social, Vicepresidente de la Junta de Ética, Acuerdos y Organismos de Control e integró la Sala Juzgadora de ese cuerpo en el juicio político a Aníbal Ibarra, donde votó a favor de la destitución.
En la década de 1990 había aprendido a bailar el tango, creó el Festival Internacional de Tango –que hasta hoy se realiza cada año–, descubrió al cantor Luis Cardei e impulsó que las milongas –salones de baile- porteñas fueran reglamentadas.

## Actividad como librero
En México estudió Comunicación Social, formó parte de la Comisión de Solidaridad y  empezó a interesarse por el mundo editorial y la gestión cultural: trabajó como distribuidor de Paidós, Nueva Visión, Anagrama, Pre-Textos y Tusquets, entre otras editoriales. Apasionado de los libros,  fundó la librería y cafetería “Ghandi”, en el barrio de Coyoacán, México DF que fue un lugar de encuentro, reunión y discusión de los compatriotas exiliados.
Construyó su vínculo con editores de ese país, que aprovechó  a partir de 1984 en que ya de regreso fundó la Librería Gandhi (después llamada Gandhi-Galerna),  para traer importar libros que compraba baratos en México y vendía económicos en Argentina. Llevó la librería al nivel una de las más prestigiosas en el ambiente intelectual y artístico, tanto por la variedad de su catálogo como por ser un centro de divulgación cultural, encuentros, debates y producciones de diversas disciplinas. También fue cofundador de la librería Losada y presidió hasta el 2005 la comisión que organiza la Feria Internacional del Libro de Buenos Aires.
Apareció en los filmes documentales Cazadores de utopías, de David Blaustein y Notas de tango, de Rafael Filippelli.
Falleció en Buenos Aires, en el Instituto Alexander Fleming de un cáncer de páncreas que había aparecido tres años antes, el 16 de febrero de 2008 y sus restos fueron velados en la Biblioteca Nacional e inhumados en el cementerio privado Campanario Jardín de Paz del Parque Pereyra Iraola.